# Ronde van Italië 2025/Twaalfde etappe
De twaalfde etappe van de Ronde van Italië 2025 vond plaats op 22 mei. De Nederlander Olav Kooij won in de sprint, na voorbereidend werk van Wout van Aert.

## Parcours
De etappe startte in Modena. Onderweg waren twee tussensprints in Felina en Sant'Ilario d'Enza en een Red Bull kilometer in Brescello. In de eerste helft van de etappe lagen twee beklimmingen van de derde categorie. De finish lag na 172 kilometer in Viadana.

## Koersverloop
Dit overzicht is mogelijk incompleet; u kunt helpen door het uit te breiden.

## Uitslagen
| Modena – Viadana (172 km) |                  |                       |          |
| Plaats                    | Naam             | Ploeg                 | tijd     |
| Winnaar                   | Olav Kooij       | Visma \| Lease a Bike | 3u55'40" |
| 2                         | Casper van Uden  | Picnic PostNL         | z.t.     |
| 3                         | Ben Turner       | INEOS Grenadiers      | z.t.     |
| 4                         | Mads Pedersen    | Lidl-Trek             | z.t.     |
| 5                         | Kaden Groves     | Alpecin-Deceuninck    | z.t.     |
| 6                         | Milan Fretin     | Cofidis               | z.t.     |
| 7                         | Max Kanter       | XDS Astana            | z.t.     |
| 8                         | Paul Magnier     | Soudal Quick-Step     | z.t.     |
| 9                         | Matevž Govekar   | Bahrain Victorious    | z.t.     |
| 10                        | Matteo Moschetti | Q36.5                 | z.t.     |

| Algemeen klassement |                 |                         |            |
| Plaats              | Naam            | Ploeg                   | Tijd       |
| Roze trui           | Isaac del Toro  | UAE Team Emirates-XRG   | 42u42'39"  |
| 2                   | Juan Ayuso      | UAE Team Emirates-XRG   | + 33"      |
| 3                   | Antonio Tiberi  | Bahrain Victorious      | + 1'09"    |
| 4                   | Simon Yates     | Visma \| Lease a Bike   | + 1'11"    |
| 5                   | Primož Roglič   | Red Bull-BORA-hansgrohe | + 1'26"    |
| 6                   | Richard Carapaz | EF Education-EasyPost   | + 1'58"    |
| 7                   | Giulio Ciccone  | Lidl-Trek               | + 2'11"    |
| 8                   | Brandon McNulty | UAE Team Emirates-XRG   | + 2'18"    |
| 9                   | Adam Yates      | UAE Team Emirates-XRG   | + 2'35"    |
| 10                  | Thymen Arensman | INEOS Grenadiers        | z.t.       |
|                     |                 |                         |            |
| 80                  | Quinten Hermans | Alpecin-Deceuninck      | + 1u06'50" |

1e etappe ·
2e etappe ·
3e etappe ·
4e etappe ·
5e etappe ·
6e etappe ·
7e etappe ·
8e etappe ·
9e etappe ·
10e etappe ·
11e etappe ·
12e etappe ·
13e etappe ·
14e etappe ·
15e etappe ·
16e etappe ·
17e etappe ·
18e etappe ·
19e etappe ·
20e etappe ·
21e etappe
Startlijst · Eindstanden · Afbeeldingen